# Acanthis
A Acanthis a madarak osztályának verébalakúak (Passeriformes) rendjébe a pintyfélék (Fringillidae) családjába és a kúpcsőrűek (Carduelinae) alcsaládjába tartozó nem.
Az ide sorolt fajokat korábban a Carduelis nembe sorolták, de a 2012-ben lezajlott filogenetikai és molekuláris biológiai vizsgálatok bebizonyították, hogy az a nem súlyosan polifetikus.
Ezt követően a nemet több kisebb, monofiletikus nemre bontották szét és a zsezsék a korábban már használt Acanthis nembe kerültek át.

## Rendszerezésük
A nemet Moritz Balthasar Borkhausen német természettudós írta le 1797-ben, az alábbi 3 faj tartozik ide:
- szürke zsezse (Acanthis hornemanni)
- zsezse (Acanthis flammea)
- barna zsezse (Acanthis cabaret)